# Alexander McDougall
Alexander McDougall (vers 1731 - 9 juin 1786) était un marchand et révolutionnaire américain, chef des Fils de la Liberté à New York. Il fut également un officier de l'armée continentale dans la guerre d'indépendance américaine. Après la guerre, il occupa le poste de président de la première banque de New York. Il fit également un mandat au sénat de l'État de New York (1784-1786).